# Haddis Alemayehu
Haddis Alemayehu (Idioma amhárico, ሀዲስ ዓለማየሁ) (Debre Markos, 15 de octubre de 1910–6 de diciembre de 2003) escritor y político etíope. 
Fue ministro de asuntos exteriores. 

## Obra
- Y-Abesha-nna Ye-Wedehwala gabicha
- Teret Teret Ye-Meseret, 1955
- Fiqir Iske Meqabir, 1965
- Wengelegna Dagna, 1981
- Ye-Ilm Ižat, 1987
- Tizzita (Mémoires), 1929